# Barnstorf
Barnstorf is een gemeente in de Duitse deelstaat Nedersaksen. De gemeente maakt deel uit van de Samtgemeinde Barnstorf in het Landkreis Diepholz. Barnstorf telt 6.632 inwoners.
Zie verder onder Samtgemeinde Barnstorf.
- Gemeinsame Normdatei: 4488551-9
- Virtual International Authority File: 239186443